# Nomenclatuurregels
Nomenclatuurregels zijn de verschillende internationale stelsels van regels die de wetenschappelijke nomenclatuur van organismes regelen.
Na de succesvolle introductie van het principe van binomiale nomenclatuur door Linnaeus werd het met het voortschrijden van de tijd steeds duidelijker dat er regels nodig waren om orde te scheppen in de steeds grotere aantallen wetenschappelijke namen. Vanaf het midden van de negentiende eeuw ontstonden initiatieven om regels te formuleren die vooral moesten leiden tot internationale uniformiteit. Vandaag de dag bestaan er:
- International Code of Zoological Nomenclature (ICZN): voor dieren;
- International Code of Nomenclature for algae, fungi, and plants (ICN of ICNafp), voorheen ICBN: voor algen, schimmels en planten (inclusief blauwalgen); 
  - International Code of Nomenclature for Cultivated Plants (ICNCP): aanvullend voor gekweekte selecties van planten (voor cultivars, Groepen, grexen en enthybriden);
- International Code of Nomenclature of Prokaryotes (ICNP), voorheen International Code of Nomenclature of Bacteria (ICNB): voor prokaryoten (exclusief blauwalgen);
- International Code of Virus Classification and Nomenclature[1] (ICTV) (zie lijst van virussen[2]): voor virussen.

## Verschillen
Een aantal opvallende verschillen wordt hieronder gegeven. Merk op dat de ICNCP heel anders werkt, omdat deze (gekweekte) selecties betreft, die geheel bepaald zijn door de mens.

### Startpunt
Het startpunt, te weten de datum waarop elk stelsel van regels in werking treedt (gewoonlijk met terugwerkende kracht), wisselt van groep tot groep en soms van rang tot rang. In de plantkunde is het startpunt voor de meeste groepen 1 mei 1753; in de zoölogie is dat 1 januari 1758. De bacteriologie is echter in 1980 opnieuw begonnen, waarbij het originele startpunt wel gehandhaafd bleef voor auteursnaam en datum van publicatie, maar niet bepalend is voor de acceptatie van de naam.

### Werking
Elk van deze stelsels van regels werkt anders. Voor planten zijn bijvoorbeeld tautoniemen niet toegestaan, terwijl deze wel toegestaan zijn voor dieren.

### Terminologie
Er zijn ook verschillen in terminologie, en er is een langjarig project om dit te harmoniseren. In de praktijk maakt harmonisatie slechts beperkt voortgang, en soms worden de verschillen in terminologie juist groter.

## Plannen tot vervanging
Een drastischer aanpak zou zijn om alle bestaande regels te vervangen door één allesomvattende Code. Dit was het idee achter de BioCode (eerste versie) van 1997. Later, in 2011, is een tweede versie van de BioCode gepubliceerd die uitgaat van een meer gecompliceerd compromis waarbij diverse Codes blijven bestaan. Inwerkingtreding is niet in zicht.
En andere drastische aanpak is de PhyloCode, die clades (uit fylogenetische bomen) wil benoemen, maar de bestaande namen voor soorten willen handhaven. Voorstanders van de PhyloCode gebruiken de naam "Linnaean Codes" voor de verzamelde bestaande regels en "Linnaean taxonomy" voor de bestaande wetenschappelijke classificatie. Deze PhyloCode is in 2020 in werking getreden met de publicatie van een lijst Phylonyms.

## Welke regels?
Soms is niet bij voorbaat duidelijk welke regels van toepassing zijn op een naam, afhankelijk van de vraag in welk rijk het organisme geplaatst moet worden. Geprobeerd wordt om daar afspraken over te maken. Voor Cyanobacteria is afgesproken dat zij een botanische naam krijgen, hoewel het qua aard prokaryoten zijn.